# Marianna Jagerčíková
Marianna Jagerčíková (* 9. September 1985 in Brezno, Tschechoslowakei) ist eine slowakische Skibergsteigerin.

## Karriere
Die in Brezno geborene Marianna Jagerčíková debütierte erst spät mit 32 Jahren im Weltcup der Skibergsteiger. Ihr erstes Rennen dort absolvierte sie am 8. Februar 2018 bei einem Einzelrennen in der französischen Gemeinde Puy-Saint-Vincent und beendete den Wettbewerb auf dem 14. Platz. Bereits in der darauffolgenden Saison konnte sie ihre ersten Erfolge feiern. Zum einen sicherte sie sich am 10. März 2019 bei der Weltmeisterschaft im Skibergsteigen im Schweizer Villars-sur-Ollon im Sprintrennen die Silbermedaille hinter der Spanierin Clàudia Galicia Cotrina und etwas weniger als einen Monat später konnte sie ihren ersten Sieg im Weltcup der Skibergsteiger feiern, als sie am 3. April 2019 im italienischen Madonna di Campiglio das Sprintrennen gewinnen konnte. Nachdem sie in der Saison 2019/20 sowohl die französische als auch die slowakische Meisterschaft im Skibergsteigen gewonnen hatte, konnte sie am 2. März 2021 bei der Weltmeisterschaft im Skibergsteigen in Andorra im Sprintrennen hinter der Schweizerin Marianne Fatton erneut die Silbermedaille gewinnen.
2022 ging Marianna Jagerčíková bei der Europameisterschaft im Skibergsteigen an den Start und konnte am 9. Februar 2022 beim Sprintrennen im spanischen Taüll Europameisterin werden. Ein Jahr später sicherte sie sich am selben Ort am 28. Februar 2023 beim Sprintrennen der Weltmeisterschaft im Skibergsteigen den Weltmeistertitel. Aufgrund dieses Erfolges belegte sie bei der Wahl des Sportlers des Jahres 2023 in der Slowakei den 11. Platz.